# Attentato a Donald Trump
L'attentato a Donald J. Trump è stato il tentativo di assassinio avvenuto il 13 luglio 2024 nei confronti dell'allora ex presidente degli Stati Uniti Donald Trump, mentre teneva un comizio elettorale in una fiera agricola a Meridian, alla periferia ovest di Butler, in Pennsylvania.
Alle 18:11 ora locale, Trump viene raggiunto da un proiettile all'orecchio destro: dalla ricostruzione dei fatti il colpo sarebbe stato sparato dall'attentatore ventenne Thomas Matthew Crooks con un fucile di precisione stile AR-15 dal tetto di un edificio nelle vicinanze. Protetto da uomini del Secret Service, Trump è stato scortato su un veicolo e condotto al Butler Hospital in condizioni non critiche. Le autorità federali e locali hanno dato notizia di due morti: l'attentatore e un partecipante al raduno, Corey Comperatore, pompiere volontario di Buffalo. Altri due partecipanti sono rimasti gravemente feriti.
L'ultima volta che un presidente degli Stati Uniti (in tal caso in carica) era rimasto ferito in una sparatoria si era trattato di Ronald Reagan, nell'attentato del 1981. L'attentato è stato paragonato al tentato assassinio di Theodore Roosevelt (18 ottobre 1912), candidato alla presidenza, che si salvò fortunosamente perché il colpo di proiettile fu arrestato dalle cinquanta pagine del discorso che teneva nel soprabito.
L'attentato ha procurato a Trump solidarietà da tutti gli schieramenti politici ed esponenti democratici e repubblicani hanno sollecitato un aumento della sicurezza per i principali candidati alle elezioni. Esperti hanno ritenuto la sparatoria un segno della polarizzazione politica degli Stati Uniti, e i politici hanno invocato una riduzione delle tensioni.

## Contesto
L'ex presidente Donald Trump è il candidato del Partito Repubblicano per le elezioni presidenziali negli Stati Uniti d'America del novembre 2024. La manifestazione si svolge come parte della campagna presidenziale di Trump per le elezioni, per raccogliere voti nello stato della Pennsylvania, stato chiave considerato uno degli swing states. Le manifestazioni di Trump sono soggette a severi controlli per armi e oggetti proibiti. Il rappresentante della camera degli Stati Uniti Mike Kelly ha affermato di aver contattato lo staff della campagna di Trump per raccomandare di tenere il comizio in un'area che potesse ospitare una folla più numerosa del Butler Farm Show Grounds e che la loro risposta è stata: "Apprezziamo il tuo contributo, ma abbiamo già preso una decisione". L'FBI non aveva informazioni su particolari minacce prima dell'evento. La sparatoria è avvenuta pochi giorni prima della Convention Nazionale Repubblicana prevista per il 15 luglio 2024.

## Il fatto

Mappa del luogo dell'attentato

Donald Trump è stato colpito da un proiettile intorno alle 18:11 ore locali all'orecchio destro, si è toccato l'orecchio con una mano prima di ripararsi dietro il leggio. Erano passati sei minuti dall'inizio del discorso di Trump quando Thomas Matthew Crooks spara otto colpi con un fucile "stile AR-15". Crooks non è stato sottoposto ad un controllo di sicurezza perché era fuori dal perimetro sicuro del raduno. L'attentatore era salito sul tetto di un capannone, a circa 125 metri dall'ex presidente americano.
Gli agenti del  Secret Service si sono precipitati su Trump e lo hanno protetto. Dopo circa 25 secondi a terra gli agenti lo hanno aiutato a rialzarsi con dei rivoli di sangue sull'orecchio e sul viso. Trump ha poi alzato il pugno e lo ha agitato verso la folla, urlando Fight! ("Combattiamo!") più volte, esortando i suoi sostenitori a continuare la lotta. I suoi sostenitori hanno risposto con applausi intonando in coro U-S-A!. È stato poi scortato su un veicolo e portato in un vicino ospedale.
Un lettore labiale ha affermato che Trump ha detto "Cosa? Sangue sul mio viso?", indicando che qualcuno gli aveva detto che stava sanguinando. Tre partecipanti alla manifestazione sono stati colpiti dagli spari, uno dei quali è morto mentre gli altri due sono rimasti gravemente feriti. Una delle persone ferite era sugli spalti sul lato sinistro del campo. Il rappresentante della camera degli Stati Uniti Ronny Jackson ha detto che un proiettile ha sfiorato il collo di suo nipote, provocando un lieve infortunio.
Trump ha attribuito a un grande grafico che mostrava le statistiche sull'immigrazione il merito di avergli salvato la vita. Poco prima del primo colpo, ha girato la testa verso destra, verso il grafico, e lo ha indicato. Il movimento ha ridotto il profilo del cranio di Trump nella direzione del tiratore, salvandolo forse da una ferita da arma da fuoco diretta alla testa. Trump ha detto: "Se non avessi indicato quel grafico e non mi fossi girato per guardarlo, quel proiettile mi avrebbe colpito dritto alla testa".

## Reazioni

### Internazionali
Politologi, storici e molte figure politiche democratiche e repubblicane hanno indicato la sparatoria come una conseguenza della polarizzazione politica negli Stati Uniti. L'attentato ha suscitato una diffusa simpatia per Trump sui social media, e personaggi pubblici di tutto lo spettro politico sia a livello nazionale che internazionale hanno sollecitato una diminuzione delle tensioni, condannando il tentativo di omicidio.
Molti capi di Stato e di governo (tra cui Justin Trudeau, Keir Starmer, il re britannico Carlo III tramite Buckingham Palace, John Swinney, Narendra Modi, Anthony Albanese, Christopher Luxon, Olaf Scholz, Viktor Orban, Giorgia Meloni, Javier Milei, Benjamin Netanyahu, Simon Harris, Luc Frieden e Volodymyr Zelens'kyj) nonché rappresentanti di organizzazioni internazionali (Jens Stoltenberg segretario generale della NATO, António Guterres segretario generale delle Nazioni Unite, la Presidente della Commissione Europea Ursula von der Leyen) hanno condannato la sparatoria e hanno espresso il proprio supporto a Trump.